# Shelby (Iowa)
Shelby és una població dels Estats Units a l'estat d'Iowa. Segons el cens del 2000 tenia 696 habitants.

## Demografia
Segons el cens del 2000, Shelby tenia 696 habitants, 268 habitatges, i 173 famílies. La densitat de població era de 163,9 habitants/km².
Dels 268 habitatges en un 31,3% hi vivien nens de menys de 18 anys, en un 53,7% hi vivien parelles casades, en un 8,6% dones solteres, i en un 35,1% no eren unitats familiars. En el 30,2% dels habitatges hi vivien persones soles el 15,7% de les quals corresponia a persones de 65 anys o més que vivien soles. El nombre mitjà de persones vivint en cada habitatge era de 2,4 i el nombre mitjà de persones que vivien en cada família era de 3,03.
Per edats la població es repartia de la següent manera: un 26,9% tenia menys de 18 anys, un 6,6% entre 18 i 24, un 28,9% entre 25 i 44, un 23% de 45 a 60 i un 14,7% 65 anys o més.
L'edat mediana era de 37 anys. Per cada 100 dones de 18 o més anys hi havia 91,4 homes.
La renda mediana per habitatge era de 31.250 $ i la renda mediana per família de 40.000 $. Els homes tenien una renda mediana de 28.393 $ mentre que les dones 20.909 $. La renda per capita de la població era de 14.720 $. Entorn del 3,9% de les famílies i el 13% de la població estaven per davall del llindar de pobresa.

## Poblacions més properes
El següent diagrama mostra les poblacions més properes.